# Panică în Anul Zero!
Panic in Year Zero! este un film SF american din 1962 regizat de Ray Milland. În rolurile principale joacă actorii Ray Milland, Jean Hagen, Frankie Avalon.

## Prezentare
Familia Baldwin din Los Angeles pleacă la munte ca să-și petreacă vacanța. Ajunși sus în munți observă o lumină foarte puternică în locul unde se afla Los Angeles. Ascultând știrile la radio își dau seama că au avut loc mai multe atacuri nucleare în lume. Imediat ei observă un nor imens ca o ciupercă în locul unde se afla orașul. Inițial familia încearcă să se întoarcă acasă pentru a o salva pe mama lui Ann, care locuia în apropiere de Los Angeles, dar abandonează acest plan de teama contaminătii radioactive. Ei merg înainte departe în munți, dar curând vor avea de înfruntat noi pericole.

## Actori
- Ray Milland este Harry Baldwin
- Jean Hagen este Ann Baldwin
- Frankie Avalon este Rick Baldwin
- Mary Mitchel este Karen Baldwin
- Joan Freeman este Marilyn Hayes
- Richard Bakalyan este Carl
- Rex Holman este Mickey
- Richard Garland este Ed Johnson - Hardware Store Owner
- Willis Bouchey este Dr. Powell Strong
- Neil Nephew este Andy
- O.Z. Whitehead este Hogan - Grocery Store Owner
- Russ Bender este Harkness
- Shary Marshall este Bobbie Johnson